# St. Laurentius (Dedesdorf)

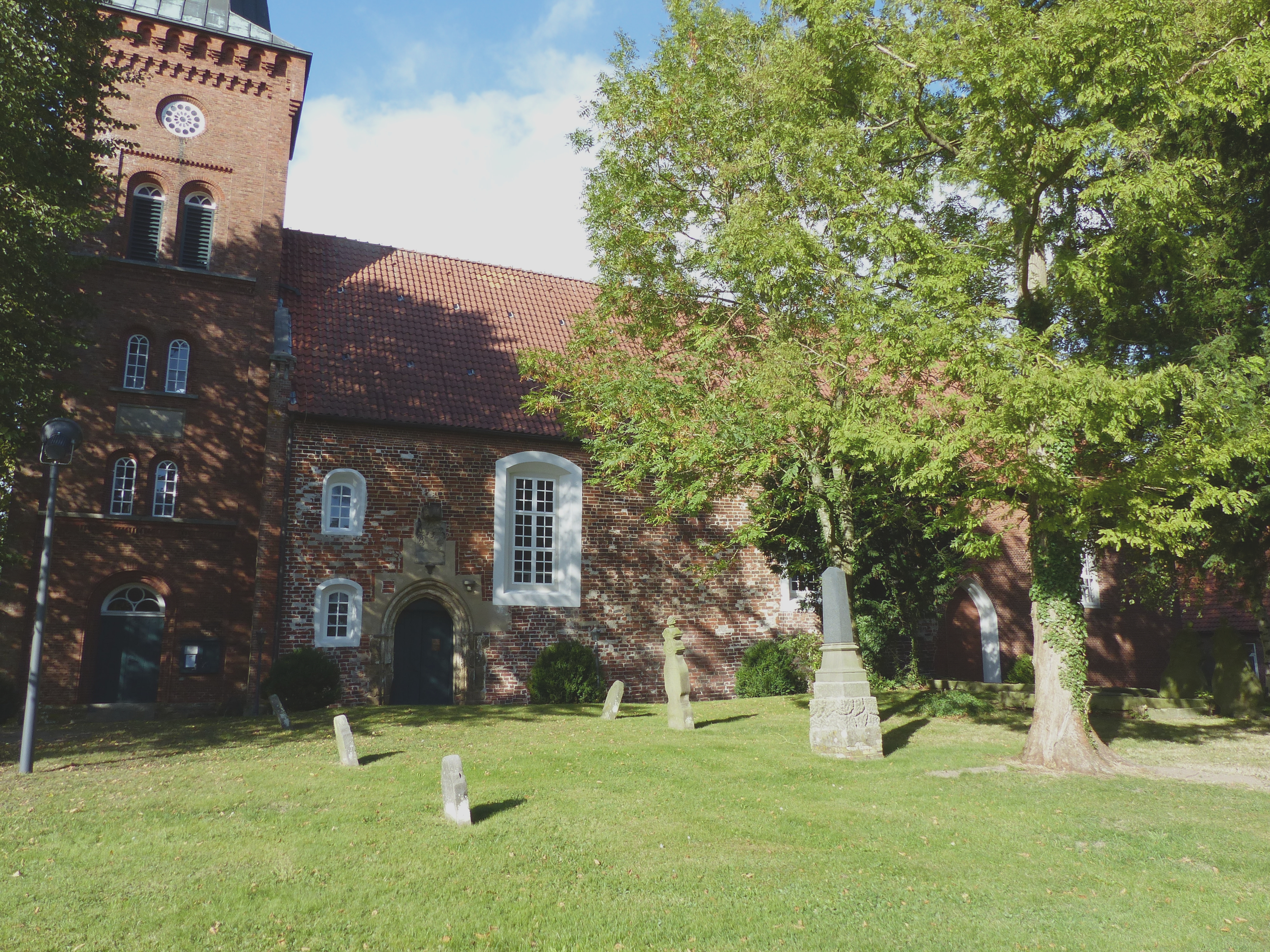
Kirche von Süden

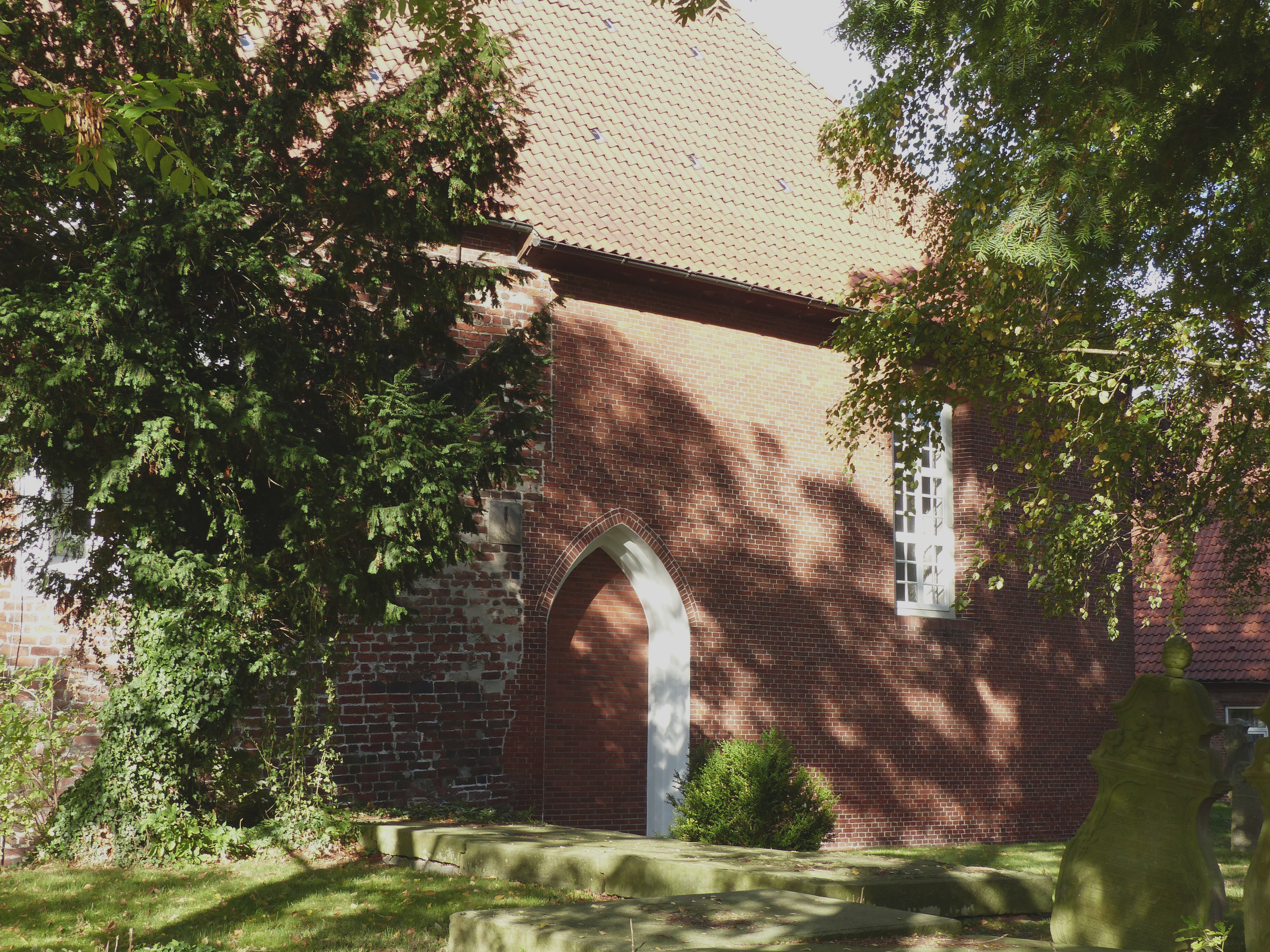
Erweiterung von 1838

Die evangelische Dorfkirche Sankt Laurentius in Dedesdorf, einem Ortsteil von Loxstedt im Landkreis Wesermarsch, ist die einzige Kirche auf dem rechten Weserufer, die zur Evangelisch-Lutherischen Kirche in Oldenburg gehört. Seit ein paar Jahren betreut dieselbe Pfarrerin die Gemeinde in Dedesdorf und die Gemeinde in Esenshamm auf dem linken Weserufer.

## Kirchengebäude

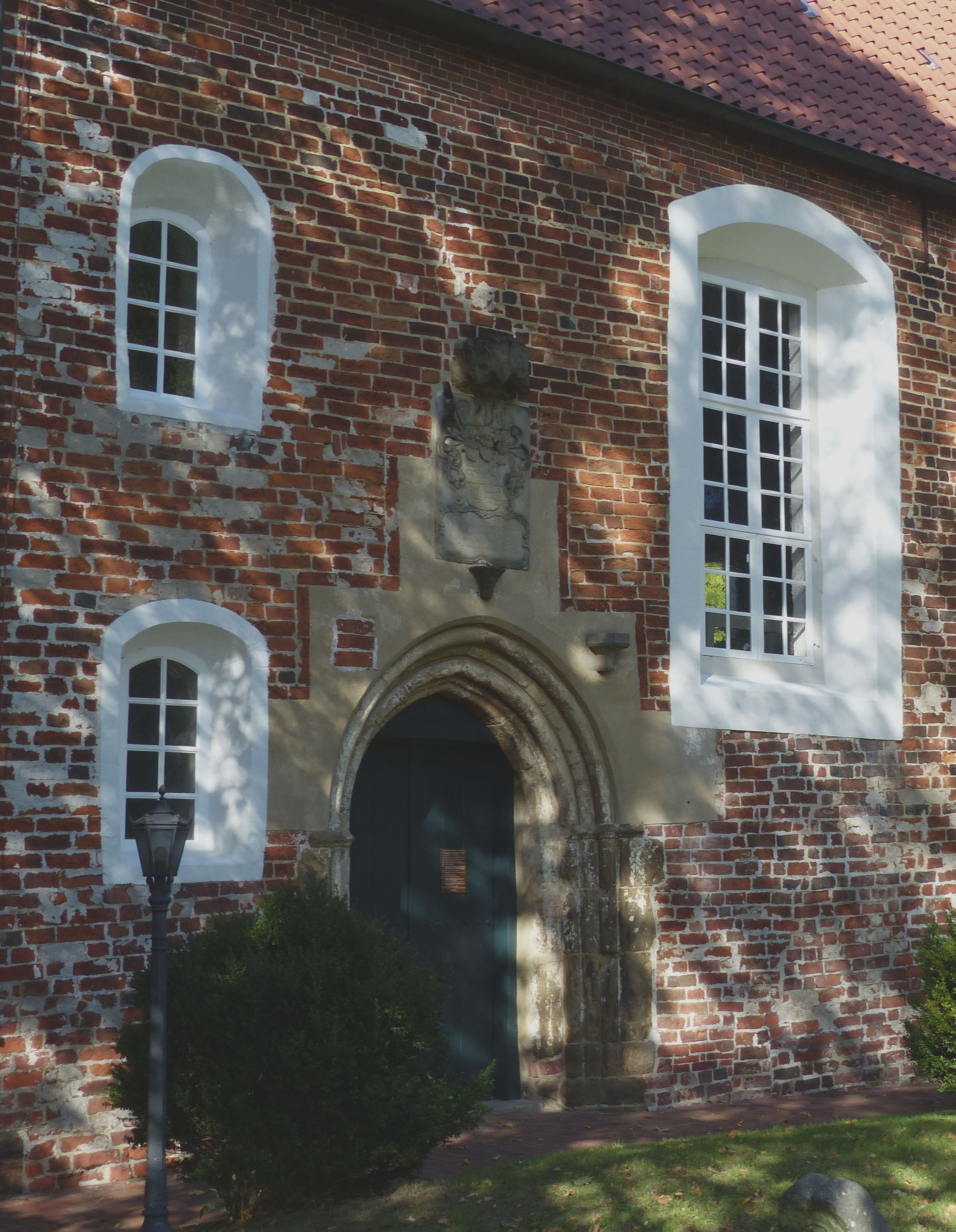
Rechts des gotischen Portals eines der im 19. Jh. vergrößerten Fenster

Die im Kern backsteingotische einschiffige Saalkirche mit ziegelgedecktem Satteldach und am Ostende mit Walm stammt vom Ende des 13. Jahrhunderts. Sie wurde im 19. Jahrhundert stark verändert. 1838 wurde der Chor als Apsis abgebrochen und das Schiff nach Osten verlängert, mit nun geraden Abschluss. Wohl gleichzeitig wurden die meisten Fenster vergrößert und erhielten Stichbögen, so dass es nun keine typisch gotischen Kirchenfenster mehr gibt. Das gotische südliche Sandsteinportal verblieb mit profiliertem spitzbogigem Sandsteingewände. Darüber befand sich einst eine Skulptur, wahrscheinlich eines Heiligen, deren Konsole und Baldachin erhalten sind. 1663 ließ Graf Anton Günther von Oldenburg zwischen diesen gotischen Steinmetzarbeiten sein Wappen anbringen. 
1870 wurde der mittelalterliche Turm der Kirche nach Plänen des Baumeisters G. Wegener durch den heutigen neugotischen Westturm ersetzt.
Im Inneren ein oberer Abschluss durch Balkendecke von 1648, im Norden und Westen Empore von 1626 bis 1644, an den Brüstungen unter den Rundbögen gemalte Szenen des Alten und Neuen Testaments weiterhin  rekonstruierter Altaraufbau, im Zentrum ein Gemälde von Narten, Oldenburg, Kanzelkorb mit kannelierten Ecksäulen, Ohrmuschelwerk und Puttengesichtern, angeblich 1682 in Bremen gefertigt, Kirchenstuhl 1757, Taufstein in Kelchform aus der erster Hälfte 14. Jh., gerundete Kuppa mit Rankenfries, Fuß mit Nodus und polygonalem Schaft sowie zwei gotische Sandsteinskulpturen: Anna Selbdritt und der Hl. Laurentius vom Anfang des 16. Jh., vermutlich bremische Arbeiten.

### Orgel

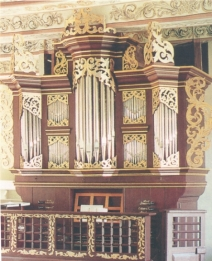
Schnitger-Orgel von 1698

Arp Schnitger baute 1698 eine Orgel mit zwei Manualen und zwölf Registern, die heute nach einer Ergänzung eines Pedalwerks über 18 Register verfügt. Original erhalten sind das Manualgehäuse und zehn Register samt den Windladen und Klaviaturen. Eine Besonderheit stellt die Zwillingslade dar, die Schnitger zwar mehrfach baute, aber nur in Dedesdorf und in Moreira (Portugal) erhalten blieb. 1998/1999 fand eine umfassende Restaurierung durch Heiko Lorenz (Firma Alfred Führer) statt, bei der das Instrument auf den ursprünglichen Zustand zurückgeführt wurde.